# Список об'єктів Світової спадщини ЮНЕСКО в КНР
У списку об'єктів світової спадщини ЮНЕСКО в КНР станом на 2023 рік налічується 56 об'єктів, що є другим показником у світі (після Італії).

## Статистика
56 об'єктів світової спадщини в КНР:
- 38 культурних об'єктів
- 14 природних об'єктів
- 4 об'єкти змішаного типу

17 культурних об'єктів визнано шедеврами людського генія (критерій і) та 12 — природними феноменами виняткової краси та естетичної важливості (критерій vii).

## Карта
Нижче наведено мапу об'єктів Світової спадщини в КНР.
Пронумеровані об'єкти навколо Пекіна: 1. Великий китайський мур; 2. Заборонене місто; 3. Чжоукоудянь; 4. Літній палац; 5. Храм Неба; 6. Гробниці імператорів династії Мін; 7. Східні гробниці Цін; 8. Західні гробниці Цін.
Легенда:  об'єкт культурної спадщини;  об'єкт природної спадщини;  змішаний об’єкт;  об’єкти Великого китайського каналу;

## Список
У цьому списку подано перелік об'єктів Світової спадщини ЮНЕСКО в Китайській Народній Республіці в хронологічному порядку їх включення до списку.
| №  | Зображення | Назва | Місцеположення | Час створення                      | Час внесення до списку                | №    | Критерії                   |
| -- | ---------- | --- | --- | ---------------------------------- | ------------------------------------- | ---- | -------------------------- |
| 1  |            | Гора Тайшань (англ. Mount Taishan) | КНР Шаньдун | 2-ге тисячоліття до н. е.          | 1987                                  | 437  | i, ii, iii, iv, v, vi, vii |
| 2  |            | Великий китайський мур (англ. The Great Wall) | КНР Ляонін, Цзілінь, Хебей, Пекін, Тяньцзінь, Шаньсі, Внутрішня Монголія, Шеньсі, Нінся-Хуейський автономний район, Ганьсу, Сіньцзян-Уйгурський автономний район, Шаньдун, Хенань, Хубей, Хунань, Сичуань і Цинхай | III століття до н. е.              | 1987                                  | 438  | i, ii, iii, iv, vi         |
| 3  |            | Палаци імператорів династій Мін і Цін у Пекіні та Шеньяні (англ. Imperial Palaces of the Ming and Qing Dynasties in Beijing and Shenyang)                                                    | КНР Пекін і Ляонін | XV століття                        | 1987                                  | 439  | i, ii, iii, iv             |
| 4  |            | Печери Моґао (англ. Mogao Caves) | КНР Ганьсу | IV століття                        | 1987                                  | 440  | i, ii, iii, iv, v, vi      |
| 5  |            | Гробниця першого імператора династії Цінь (англ. Mausoleum of the First Qin Emperor) | КНР Шеньсі | III століття до н. е.              | 1987                                  | 441  | i, iii, iv, vi             |
| 6  |            | Стоянка cинантропа в Чжоукоудяні (англ. Peking Man Site at Zhoukoudian) | КНР Пекін | 700 000—200 000 років до нашої ери | 1987                                  | 449  | iii, vi                    |
| 7  |            | Гора Хуаншань (англ. Mount Huangshan) | КНР Аньхой | VIII століття                      | 1990 (незначні зміни у 2012 році)     | 547  | ii, vii, x                 |
| 8  |            | Пейзажна пам'ятна зона Цзючжайгоу (англ. Jiuzhaigou Valley Scenic and Historic Interest Area)                                                                                                | КНР Сичуань | —                                  | 1992                                  | 637  | vii                        |
| 9  |            | Пейзажна пам'ятна зона Хуанлун (англ. Huanglong Scenic and Historic Interest Area) | КНР Сичуань | —                                  | 1992                                  | 638  | vii                        |
| 10 |            | Пейзажна пам'ятна зона Улін'юань (англ. Wulingyuan Scenic and Historic Interest Area) | КНР Хунань | —                                  | 1992                                  | 640  | vii                        |
| 11 |            | Гірський притулок від літньої спеки й храми, що оточують його, у Ченде (англ. Mountain Resort and its Outlying Temples, Chengde)                                                             | КНР Хебей | XVIII століття                     | 1994                                  | 703  | ii, iv                     |
| 12 |            | Храм і гробниця Конфуція та маєток родини Кун у місті Цюйфу (англ. Temple and Cemetery of Confucius and the Kong Family Mansion in Qufu)                                                     | КНР Шаньдун | XVI століття                       | 1994                                  | 704  | i, iv, vi                  |
| 13 |            | Комплекс стародавніх будівель у горах Уданшань (англ. Ancient Building Complex in the Wudang Mountains)                                                                                      | КНР Хубей | XIV століття                       | 1994                                  | 705  | i, ii, vi                  |
| 14 |            | Історичний ансамбль палацу Потала в місті Лхаса (англ. Historic Ensemble of the Potala Palace, Lhasa)                                                                                        | КНР Тибетський автономний район | VII століття                       | 1994 (розширено у 2000, 2001 роках)   | 707  | i, iv, vi                  |
| 15 |            | Національний парк Лушань (англ. Lushan National Park) | КНР Цзянсі | IV століття                        | 1996                                  | 778  | ii, iii, iv, vi            |
| 16 |            | Гора Емейшань та статуя Будди в Лешані (англ. Mount Emei Scenic Area, including Leshan Giant Buddha Scenic Area)                                                                             | КНР Сичуань | VIII століття                      | 1996                                  | 779  | iv, vi, x                  |
| 17 |            | Давнє місто Ліцзян (англ. Old Town of Lijiang) | КНР Юньнань | XIII століття                      | 1997 (незначні зміни у 2012 році)     | 811  | ii, iv, v                  |
| 18 |            | Стародавнє місто Пін'яо (англ. Ancient City of Ping Yao) | КНР Шаньсі | XIV століття                       | 1997                                  | 812  | ii, iii, iv                |
| 19 |            | Класичні китайські сади Сучжоу (англ. Classical Gardens of Suzhou) | КНР Цзянсу | XVI століття                       | 1997 (розширено у 2000 році)          | 813  | i, ii, iii, iv, v          |
| 20 |            | Літній палац та імператорський парк у Пекіні (англ. Summer Palace, an Imperial Garden in Beijing)                                                                                            | КНР Пекін | XVIII століття                     | 1998                                  | 880  | i, ii, iii                 |
| 21 |            | Храм Неба: імператорський жертовний вівтар у Пекіні (англ. Temple of Heaven: an Imperial Sacrificial Altar in Beijing)                                                                       | КНР Пекін | XV століття                        | 1998                                  | 881  | i, ii, iii                 |
| 22 |            | Гори Уїшань (англ. Mount Wuyi) | КНР Фуцзянь | I століття до н. е.                | 1999 (незначні зміни у 2017 році)     | 911  | iii, vi, vii, x            |
| 23 |            | Наскельні рельєфи в Дацзу (англ. Dazu Rock Carvings) | КНР Чунцін | VII століття                       | 1999                                  | 912  | i, ii, iii                 |
| 24 |            | Гора Цінченшань і стародавня зрошувальна система Дуцзян'янь (англ. Mount Qingcheng and the Dujiangyan Irrigation System)                                                                     | КНР Сичуань | III століття до н. е.              | 2000                                  | 1001 | ii, iv, vi                 |
| 25 |            | Старовинні села Сіді та Хунцунь на півдні провінції Аньхой (англ. Ancient Villages in Southern Anhui – Xidi and Hongcun)                                                                     | КНР Аньхой | XV століття                        | 2000                                  | 1002 | iii, iv, v                 |
| 26 |            | Печерні храми Лунмень (англ. Longmen Grottoes) | КНР Хенань | V століття                         | 2000                                  | 1003 | i, ii, iii                 |
| 27 |            | Гробниці імператорів династій Мін і Цін (англ. Imperial Tombs of the Ming and Qing Dynasties)                                                                                                | КНР Нанкін, Цзянсу та Пекін | XV століття                        | 2000 (розширено у 2003 та 2004 роках) | 1004 | i, ii, iii, iv, vi         |
| 28 |            | Печерні храми Юньґан (англ. Yungang Grottoes) | КНР Шаньсі | V століття                         | 2001                                  | 1039 | i, ii, iii, iv             |
| 29 |            | Національний парк «Три паралельні річки», провінція Юньнань (англ. Three Parallel Rivers of Yunnan Protected Areas)                                                                          | КНР Юньнань | —                                  | 2003 (незначні зміни у 2010 році)     | 1083 | vii, viii, ix, x           |
| 30 |            | Столичні міста і гробниці стародавнього царства Когурьо (англ. Capital Cities and Tombs of the Ancient Koguryo Kingdom)                                                                      | КНР Цзілінь | I століття до н. е.                | 2004                                  | 1135 | i, ii, iii, iv, v          |
| 31 |            | Історичний центр міста Макао (англ. Historic Centre of Macao) | КНР Макао | XVI століття                       | 2005                                  | 1110 | ii, iii, iv, vi            |
| 32 |            | Їньсюй (англ. Yin Xu) | КНР Хенань | 2-ге тисячоліття до н. е.          | 2006                                  | 1114 | ii, iii, iv, vi            |
| 33 |            | Резервати великої панди в провінції Сичуань — Волун, гори Сигунян та Цзяцзінь (англ. Sichuan Giant Panda Sanctuaries - Wolong, Mt Siguniang and Jiajin Mountains)                            | КНР Сичуань | —                                  | 2006                                  | 1213 | x                          |
| 34 |            | Дяолоу і села Кайпіна (англ. Kaiping Diaolou and Villages) | КНР Гуандун | XX століття                        | 2007                                  | 1112 | ii, iii, iv                |
| 35 |            | Південно-Китайський карст (англ. South China Karst) | КНР Юньнань, Ґуйчжоу, Чунцін і Гуансі-Чжуанський автономний район | —                                  | 2007 (розширено у 2014 році)          | 1248 | vii, viii                  |
| 36 |            | Тулоу провінції Фуцзянь (англ. Fujian Tulou) | КНР Фуцзянь | XV століття                        | 2008                                  | 1113 | iii, iv, v                 |
| 37 |            | Національний парк гори Саньціншань (англ. Mount Sanqingshan National Park) | КНР Цзянсі | —                                  | 2008                                  | 1292 | vii                        |
| 38 |            | Гора Утайшань (англ. Mount Wutai) | КНР Шаньсі | VIII століття                      | 2009                                  | 1279 | ii, iii, iv, vi            |
| 39 |            | Історичні пам'ятки Денфен у «Центрі Неба і Землі» (англ. Historic Monuments of Dengfeng in “The Centre of Heaven and Earth”)                                                                 | КНР Хенань | II століття                        | 2010                                  | 1305 | iii, vi                    |
| 40 |            | Данься, Китай (англ. China Danxia) | КНР Хунань, Гуандун, Фуцзянь, Цзянсі, Чжецзян і Ґуйчжоу | —                                  | 2010                                  | 1335 | vii, viii                  |
| 41 |            | Культурний ландшафт Сіху в Ханчжоу (англ. West Lake Cultural Landscape of Hangzhou) | КНР Чжецзян | IX століття                        | 2011                                  | 1334 | ii, iii, vi                |
| 42 |            | Палеонтологічний заповідник Ченцзян (англ. Chengjiang Fossil Site) | КНР Юньнань | —                                  | 2012                                  | 1388 | viii                       |
| 43 |            | Ділянка Шанду (англ. Site of Xanadu) | КНР Внутрішня Монголія | 1256                               | 2012                                  | 1389 | ii, iii, iv, vi            |
| 44 |            | Культурний ландшафт рисових терас Хунхе-Хані (англ. Cultural Landscape of Honghe Hani Rice Terraces)                                                                                         | КНР Юньнань | VIII століття                      | 2013                                  | 1111 | iii, v                     |
| 45 |            | Сіньцзян — Тянь-Шань (англ. Xinjiang Tianshan) | КНР Сіньцзян-Уйгурський автономний район | —                                  | 2013                                  | 1414 | vii, ix                    |
| 46 |            | Шовкові шляхи: мережа маршрутів коридору Чанань—Тянь-Шань (англ. Silk Roads: the Routes Network of Chang'an-Tianshan Corridor)                                                               | КНР Хенань, Шеньсі, Ганьсу і Сіньцзян-Уйгурський автономний район (спільно з Казахстаном та Киргизстаном ) | II століття до н. е.               | 2014                                  | 1442 | ii, iii, v, vi             |
| 47 |            | Великий китайський канал (англ. The Grand Canal) | КНР Пекін, Тяньцзінь, Хебей, Шаньдун, Цзянсу, Чжецзян, Аньхой і Хенань | VII століття                       | 2014 (незначні зміни у 2016 році)     | 1443 | i, iii, iv, vi             |
| 48 |            | Пам'ятки Ту-Цзу (англ. Tusi Sites) | КНР Хунань, Хубей і Ґуйчжоу | XIII століття                      | 2015                                  | 1474 | ii, iii                    |
| 49 |            | Ландшафт наскельного мистецтва Цзицзянь Хуашань (англ. Zuojiang Huashan Rock Art Cultural Landscape)                                                                                         | КНР Гуансі-Чжуанський автономний район | V століття до н. е.                | 2016                                  | 1508 | iii, vi                    |
| 50 |            | Шеньнунцзя в провінції Хубей (англ. Hubei Shennongjia) | КНР Хубей | —                                  | 2016 (незначні зміни у 2021 році)     | 1509 | ix, x                      |
| 51 |            | Цинхай Кукушилі (англ. Qinghai Hoh Xil) | КНР Цинхай | —                                  | 2017                                  | 1540 | vii, x                     |
| 52 |            | Кулансу, історичне міжнародне поселення (англ. Kulangsu, a Historic International Settlement)                                                                                                | КНР Фуцзянь | XIX століття                       | 2017                                  | 1541 | ii, iv                     |
| 53 |            | Фанцзіншань (англ. Fanjingshan) | КНР Ґуйчжоу | —                                  | 2018                                  | 1559 | x                          |
| 54 |            | Руїни стародавнього міста Лянчжу (англ. Archaeological Ruins of Liangzhu City) | КНР Чжецзян | 4-те тисячоліття до н. е.          | 2019                                  | 1592 | iii, iv                    |
| 55 |            | Притулки для перелітних птахів уздовж китайськогоузбережжя Жовтого моря та Бохайваню (Фаза I) (англ. Migratory Bird Sanctuaries along the Coast of Yellow Sea-Bohai Gulf of China (Phase I)) | КНР Цзянсу | —                                  | 2019                                  | 1606 | x                          |
| 56 |            | Цюаньчжоу: світовий центр торгівлі в Китаї епохи династій Сун-Юань (англ. Quanzhou: Emporium of the World in Song-Yuan China)                                                                | КНР Фуцзянь | X століття                         | 2021                                  | 1561 | iv                         |

## Попередній список
| №  | Зображення | Назва | Розташування                       | Час створення | Рік внесення до списку | №                                                     | Критерії      |
| -- | ---------- | --- | ---------------------------------- | ------------- | ---------------------- | ----------------------------------------------------- | ------------- |
| 1  |            | Природний заповідник порту Дунчжай                                                                        | Провінція Хайнань                  | —             | 1996                   | 105 [Архівовано 7 вересня 2017 у Wayback Machine.]    | Природний     |
| 2  |            | Природний заповідник китайського алігатора                                                                | Провінція Аньхой                   | —             | 1996                   | 106 [Архівовано 7 вересня 2017 у Wayback Machine.]    | Природний     |
| 3  |            | Природний заповідник Поянху                                                                               | Провінція Цзянсі                   | —             | 1996                   | 107 [Архівовано 7 вересня 2017 у Wayback Machine.]    | Природний     |
| 4  |            | Мальовничий краєвид ріки Ліцзян у Гуйліні                                                                 | Гуансі-Чжуанський автономний район | —             | 1996                   | 108 [Архівовано 13 листопада 2018 у Wayback Machine.] | Природний     |
| 5  |            | Ялонг, Тибет                                                                                              | Тибетський автономний район        | —             | 2001                   | 1622 [Архівовано 7 вересня 2017 у Wayback Machine.]   | Змішаний      |
| 6  |            | Мальовничий краєвид ущелин Янцзи                                                                          | Провінція Хубей                    | —             | 2001                   | 1623 [Архівовано 7 вересня 2017 у Wayback Machine.]   | Змішаний      |
| 7  |            | Мальовничий краєвид Цзіньфушань                                                                           | Провінція Сичуань                  | —             | 2001                   | 1624 [Архівовано 7 вересня 2017 у Wayback Machine.]   | vii, viii, ix |
| 8  |            | Мальовничий краєвид Небесної Копалини                                                                     | Місто Чунцін                       | —             | 2001                   | 1625 [Архівовано 7 вересня 2017 у Wayback Machine.]   | vii, viii, ix |
| 9  |            | Мальовничий краєвид Хуашань                                                                               | Провінція Шеньсі                   | —             | 2001                   | 1626 [Архівовано 7 вересня 2017 у Wayback Machine.]   | Змішаний      |
| 10 |            | Гори Яндан                                                                                                | Провінція Чжецзян                  | —             | 2001                   | 1627 [Архівовано 7 вересня 2017 у Wayback Machine.]   | Змішаний      |
| 11 |            | Ріка Нансі                                                                                                | Провінція Чжецзян                  | —             | 2001                   | 1629 [Архівовано 16 липня 2018 у Wayback Machine.]    | Змішаний      |
| 12 |            | Мальовничі краєвиди Майцзішань                                                                            | Провінція Ганьсу                   | —             | 2001                   | 1631 [Архівовано 11 травня 2021 у Wayback Machine.]   | Змішаний      |
| 13 |            | Мальовничі краєвиди Удалянчі                                                                              | Провінція Хейлунцзян               | —             | 2001                   | 1632 [Архівовано 7 вересня 2017 у Wayback Machine.]   | viii, ix      |
| 14 |            | Мальовничий краєвид Хайтань                                                                               | Провінція Фуцзянь                  | —             | 2001                   | 1633 [Архівовано 7 вересня 2017 у Wayback Machine.]   | Змішаний      |
| 15 |            | Мальовничий краєвид гори Цаншань та озера Ерхай неподалік Далі                                            | Провінція Юньнань                  | —             | 2001                   | 1634 [Архівовано 7 вересня 2017 у Wayback Machine.]   | Змішаний      |
| 16 |            | Місця виготовлення алкогольних напоїв у Китаї (майстерні Лю Лін, Ліду, Шуйцзінцзе, Лучжоу Лаоцзяо, Тян'ї) |                                    |               | 2008                   | 5320 [Архівовано 7 вересня 2017 у Wayback Machine.]   | iii, iv, vi   |